# Буландер, Оскар
Андерс Оскар Буландер (швед. Anders Oscar Bolander; 30 декабря 1840, Стокгольм — 28 ноября 1914, там же) — шведский пианист, педагог.

## Биография
В 1856—1865 гг. учился в Королевской музыкальной академии в Стокгольме у Ю. ван Боома (фортепиано), Г. Беренса и Л. Нормана (композиция).  1868 года совершенствовался в Лейпциге у Л. Плайди.
С февраля 1867 г. преподавал фортепиано в Королевской музыкальной консерватории; профессор honoris causa (20.11.1903). В 1905—1910 гг. — директор консерватории.
Его сочинения немногочисленны (кантаты, скрипичный квартет, пьесы для фортепиано) и не сохранились; возможно, что они самокритично оценивались автором и были уничтожены. В 1898 г. в сборнике «Музыка для фортепиано шведских композиторов» (Стокгольм: А. Лундквист) был напечатан его «Листок из альбома».

### Семья
Отец — Андерс Буландер, офицер; мать — Мари Маргарет Сундстрём.
Жена (с 4.6.1885) — Эстер Вильгельмина Генриетта Ваврински (18.7.1860 — ?), дочь банкира. После смерти мужа передала в дар библиотеке консерватории его собрание музыкальной литературы.